# Шпилева
Шпилева — деревня в Болховском районе Орловской области России. Входит в состав Герасимовского сельского поселения. Является самым северным населённым пунктом области.

Население — 6 чел. (2010).

## Физико-географическая характеристика
Деревня расположена на берегу реки Покой в северо-западной части Орловской области, в пределах центральной части Среднерусской возвышенности. Шпилева находится в зоне широколиственных лесов .

### Часовой пояс
Деревня Шпилева, как и вся Орловская область, находится в часовой зоне МСК (московское время). Смещение применяемого времени относительно UTC составляет +3:00.

### Климат
Климат близок к умеренно-холодному, количество осадков является значительным, с осадками даже в засушливый месяц. Среднегодовая норма осадков — 627 мм. Среднегодовая температура воздуха в Болховском районе — 5,1 °C.

## Население
Проживают (на 2017—2018 гг.) 6 жителей в четырёх дворах, 1 чел. — от 18 до 30 лет, 2 чел. — от 30 до 50 лет и 3 чел. — старше 60 лет.
| 2010 |
| ---- |
| 6    |

Гендерный состав
По данным Всероссийской переписи населения 2010 года в гендерной структуре населения мужчины составляют 50% (3 чел.), а женщины — 50% (3 чел.).

## Транспорт
Расстояние до административного центра поселения — деревни Близненские Дворы — составляет 4 км, а до районного центра — города Болхов — 21 км.

### Улицы
Уличная сеть представлена одним объектом: Раздольная улица.